# Linnaemya basilewskyi
Linnaemya basilewskyi är en tvåvingeart som beskrevs av Louis-Paul Mesnil 1955. Linnaemya basilewskyi ingår i släktet Linnaemya och familjen parasitflugor. Inga underarter finns listade i Catalogue of Life.